# Slavutych
Slavutych  (em ucraniano:  Славутич) é uma nova cidade no norte da Ucrânia. A cidade foi criada com o objetivo de abrigar os sobreviventes do acidente nuclear de Chernobil.

## História
A cidade foi construída em 1986, logo após o acidente nuclear de Chernobil para abrigar os trabalhores da Usina Nuclear de Chernobil e suas famílias, evacuados da cidade abandonada de Pripyat. A situação econômica e social da cidade ainda é fortemente influenciada pela usina e por outras instalações da zona de exclusão de Chernobil.

## Geografia
Slavutych está situada na margem esquerda do rio Dniepre, a 45 km da cidade-fantasma de Pripyat e a cerca de 200 km de Kiev. Embora que geograficamente Slavutych esteja localizado no raio de Chernihiv, administrativamente pertence ao oblast de Kiev.